# Astyanax laticeps
Astyanax laticeps es una especie de pez de la familia Characidae en el orden de los Characiformes.

## Morfología
Los machos pueden llegar alcanzar los 5,4 cm de longitud total.

## Hábitat
Vive en zonas de clima subtropical.

## Distribución geográfica
Se encuentran en Sudamérica: Uruguay y sur de Brasil.